# Tibetská náhorní plošina

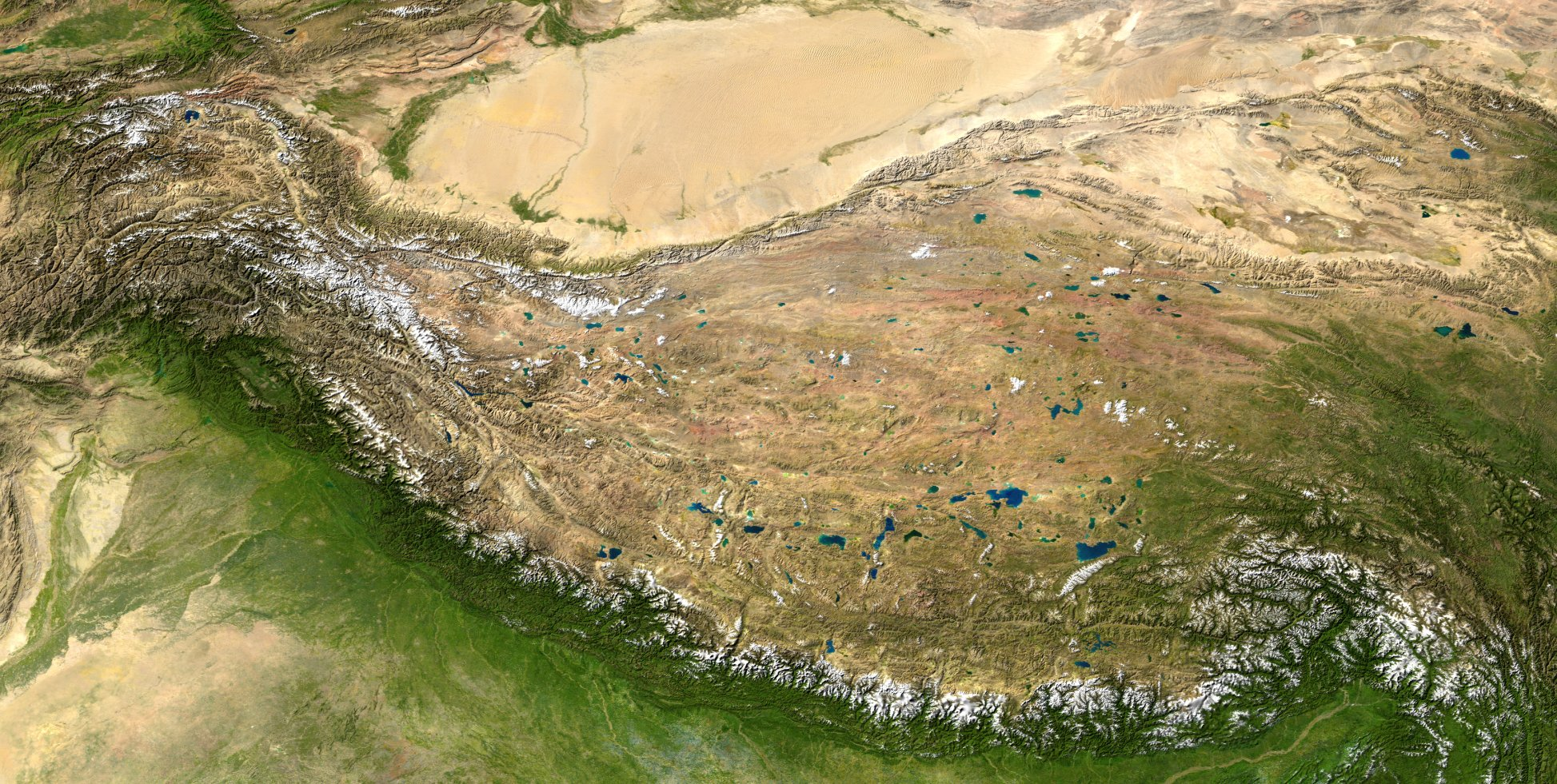
Satelitní snímek Tibetské náhorní plošiny

Tibetská plošina nebo též Čchingchajsko-tibetská plošina (tibetsky བོད་ས་མཐོ།, čínsky 青藏高原, pinyin Qīng Zàng Gāoyuán, český přepis Čching-cang-kao-jüan) je rozlehlá, vysoce položená rovina ve střední Asii. Zasahuje do Tibetské autonomní oblasti a provincie Čching-chaj. Na severu ji pohoří Kchun-lun odděluje od Tarimské pánve s pouští Taklamakan, na východě přechází ve Východotibetská pohoří. Jižní okraj plošiny tvoří pohoří Gangdisê Shan a Nyainqêntanglha Shan (společně označovaná jako Transhimálaj), která směrem k jihu spadají do kotliny Brahmaputry (zde leží i Lhasa; na protější straně kotliny už se zvedá Himálaj). Na západě pak pohoří Karákoram odděluje Tibetskou plošinu od indického Ladákhu.
Průměrná nadmořská výška Tibetské plošiny činí 4 500 m n. m., na řadě míst však překračuje 6 000 m. V okrajových oblastech pramení několik asijských veletoků, velká část plošiny je ale bez odtoku.
Tibetská náhorní plošina vznikla v důsledku kontinentální srážky dvou litosférických desek v rámci alpinského vrásnění. Srážkou byla Tibetská náhorní plošina povznesena do vysoké nadmořské výšky díky subdukci Indické desky pod Eurasijskou. Desky se neustále sbíhají, proto také i stoupání Tibetské náhorní plošiny stále probíhá.